# Anse de Bouillante
L'Anse de Bouillante ou baie de Bouillante est une anse bordant la ville de Bouillante en Guadeloupe. 

## Description
L'étendue entre la pointe Marsolle et la pointe de l'Ermitage forme les anses de Marsolle et de Bouillante. La pointe Marsolle offre un large point de vue sur les deux anses. 
La rivière de Bouillante se jette à la jonction entre l'anse Marsolle et l'anse de Bouillante. L'anse de Bouillante reçoit aussi les eaux de la ravine Blanche.

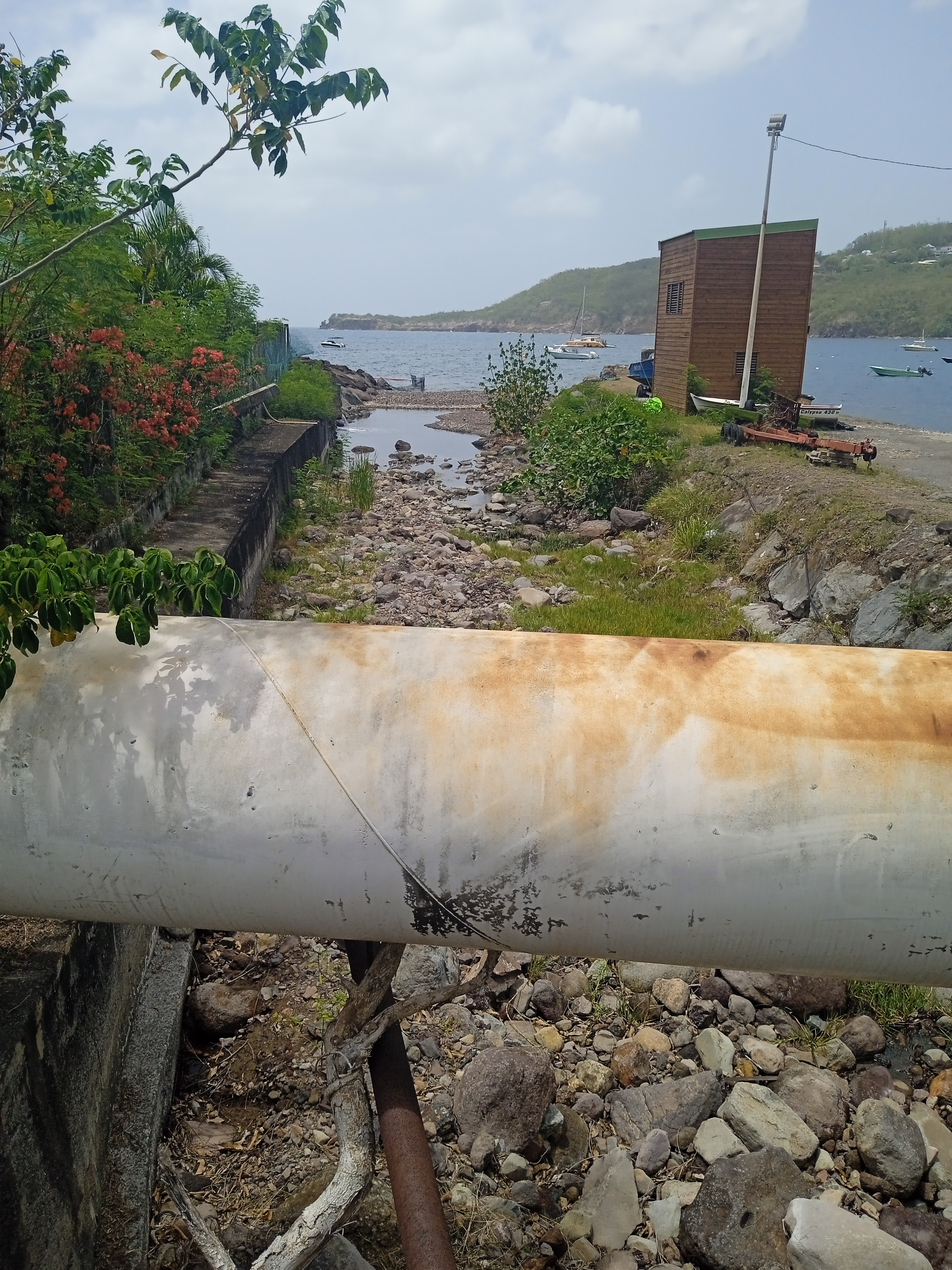
Embouchure de la ravine Blanche traversée par des installations de l'usine géothermique.
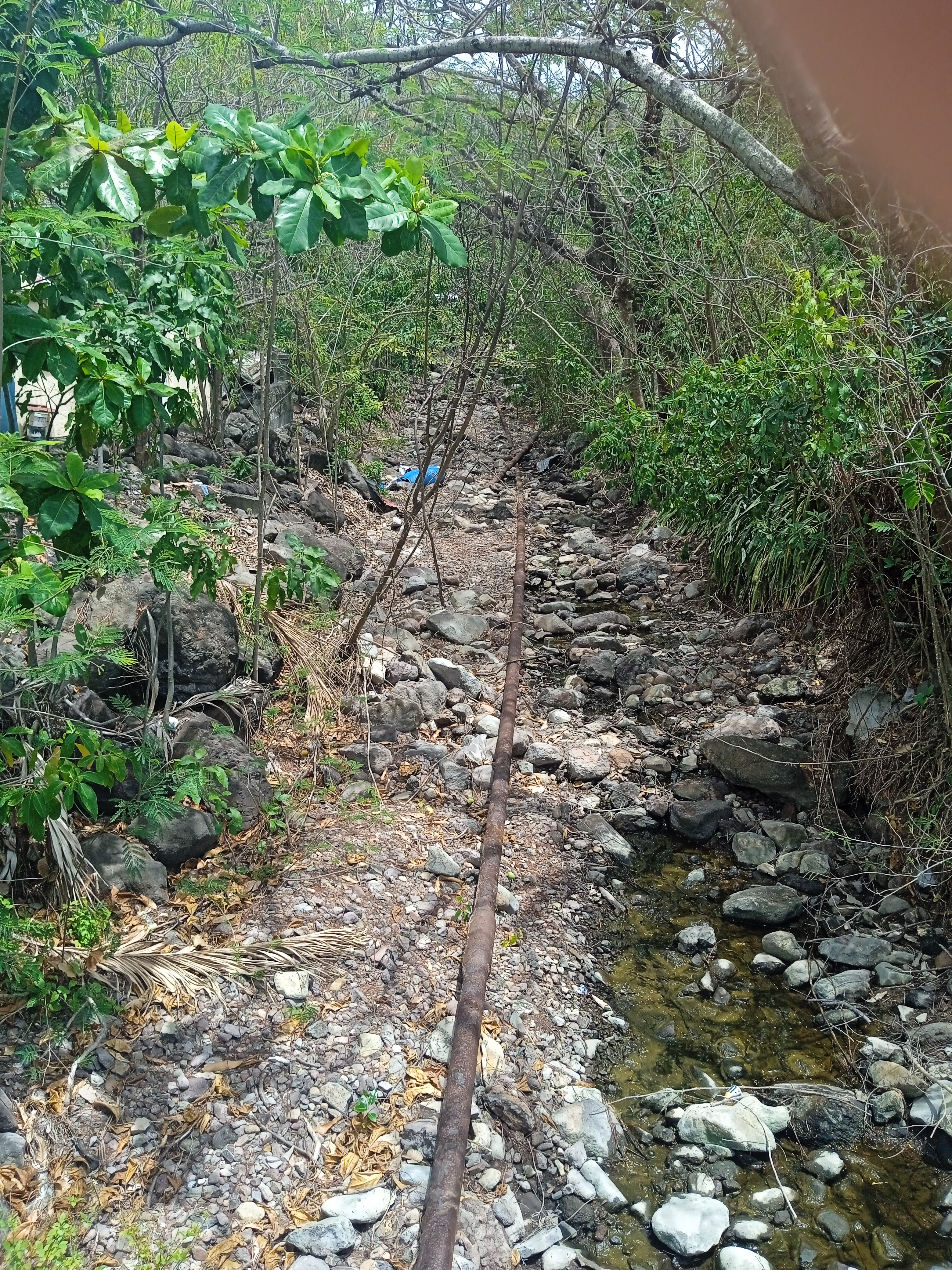
Ravine Blanche.
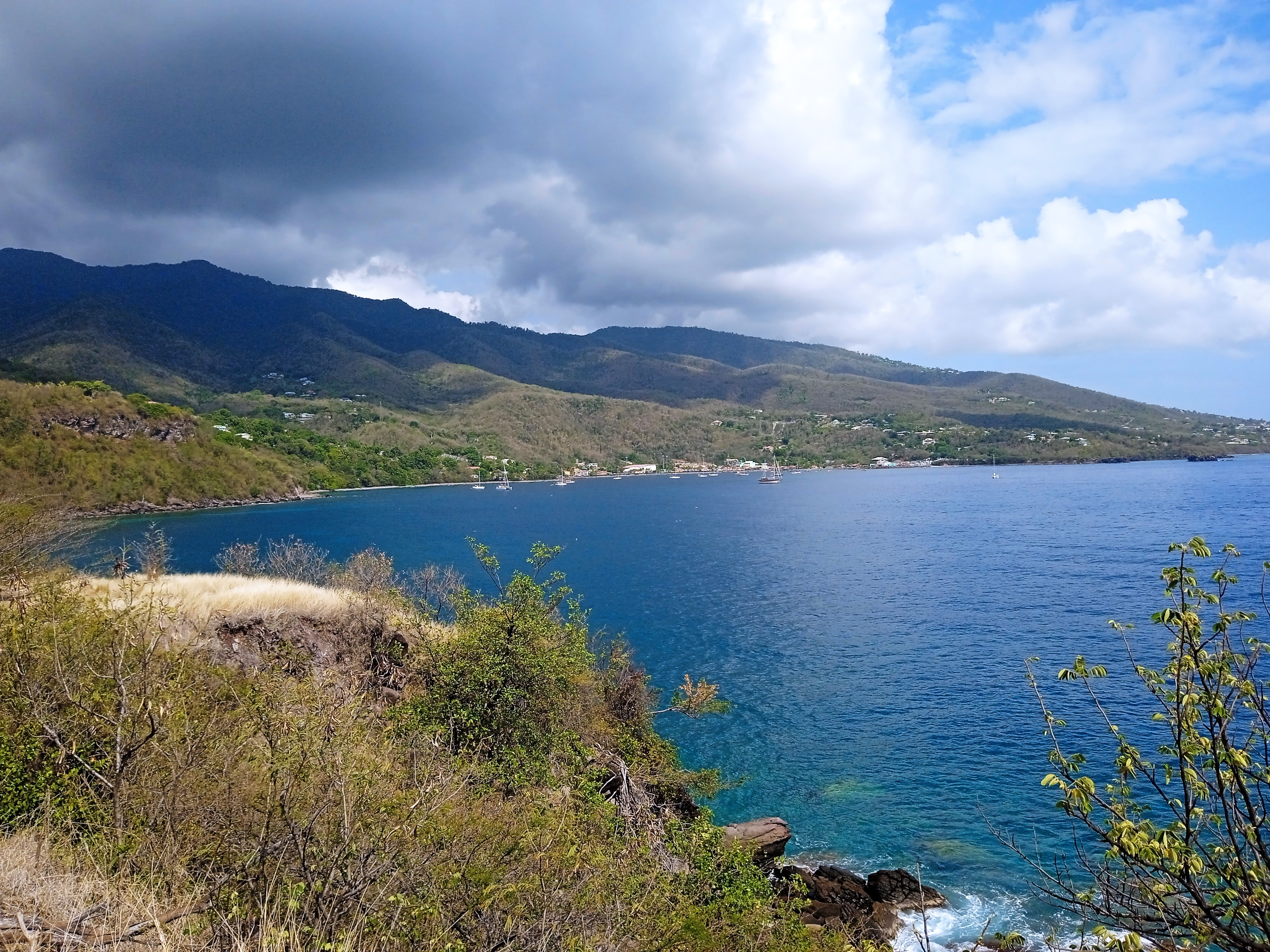
Anse Marsolle et baie de Bouillante par la pointe à Lézard.
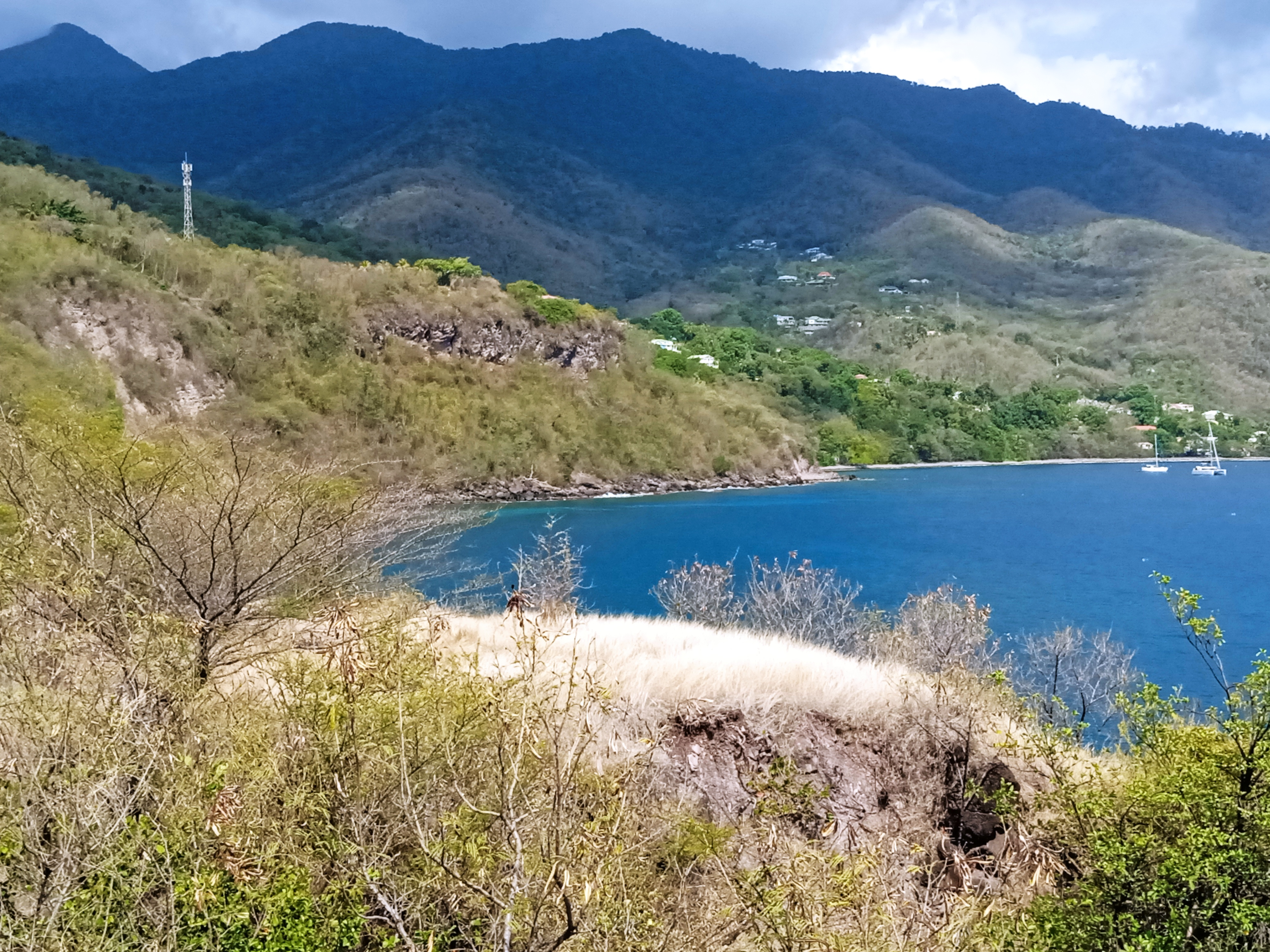
Anse Marsolle et les pitons de Bouillante.

## Histoire
Le 20 mars 1703, les troupes anglaises débarquent dans l'anse de Bouillante et saccagent et brulent la ville.
Une source chaude surnommée source à la lame sort directement à travers les galets de l'Anse Marsolle à la hauteur du bâtiment de l'ancien collège. Au XIXe elle jaillissait par un jet de vapeur, ce qui n'est plus le cas. Le 3 février 1843, Charles Sainte-Claire Deville y relève une température de 40°C.